# FC Vaulx-en-Velin
Football Club Vaulx-en-Velin, kortweg FC Vaulx-en-Velin, is een Franse voetbalclub uit Vaulx-en-Velin, een gemeente in de Franse Métropole de Lyon.

## Geschiedenis
In het seizoen 1981/82 bereikte de club voor het eerst de Ligue Rhône-Alpes de football. In 1985 promoveerde de club naar de Division d'Honneur Régional, het tweede hoogste niveau in het Franse regionale voetbal. Een jaar later promoveerde de club opnieuw, waardoor het voortaan in de Division d'Honneur speelde.
Na zes seizoenen in de hoogste regionale reeks in het Franse voetbal promoveerde Vaulx-en-Velin in 1992 naar de Division 4, het toenmalige vierde niveau in het Franse voetbal. Vanwege een reorganisatie in het Franse voetbal in 1993 – drie amateurcompetities onder de Division 1 en Division 2 – mocht Vaulx-en-Velin, dat in zijn eerste seizoen in de Division 4 eerste eindigde in groep F, promoveren naar National 2. De club slaagt er drie seizoenen in om zich te handhaven in de National 2, maar in 1997 degradeerde het naar de National 3. Een jaar later promoveerde het terug naar het vierde niveau, dat in 1998 werd omgedoopt in de CFA, maar na een jaar stond de club weer in de CFA2. In het seizoen 2000/01 eindigde de club op een degradatieplaats, maar door enkele administratieve degradaties van andere clubs kon de club zich alsnog handhaven in de CFA2. Na een nipte redding in het seizoen 2001/02 was de club in het seizoen 2002/03 veroordeeld tot barrages voor het behoud. Vaulx-en-Velin slaagde er niet in om zich te redden.
In 2012 keerde Vaulx-en-Velin na negen jaar afwezigheid terug naar de CFA2. De club eindigde meteen knap vierde in zijn groep. Het seizoen daarop werd het zelfs derde in zijn groep. Het seizoen 2014/15 bracht evenwel minder succes: Vaulx-en-Velin eindigde laatste in zijn groep en degradeerde zo na drie jaar terug naar het regionale voetbal. Dit keer duurde het slechts twee jaar vooraleer de club terugkeerde naar het vijfde niveau, dat inmiddels was omgedoopt in de Championnat National 3.

## Eindklasseringen
| Seizoen   | № | Clubs | Divisie                | WG | W  | G | V  | Saldo | Punten | Tsch |
| --------- | - | ----- | ---------------------- | -- | -- | - | -- | ----- | ------ | ---- |
| 2016–2017 | 3 | 14    | Division d'Honneur     | 26 | 12 | 7 | 6  | 33–30 | 68     |      |
| 2017–2018 | 7 | 14    | Championnat National 3 | 26 | 9  | 5 | 12 | 41–39 | 32     |      |
| 2018–2019 | 9 | 14    | Championnat National 3 | 26 | 10 | 6 | 10 | 40–41 | 36     |      |
| 2019–2020 | 5 | 14    | Championnat National 3 | 18 | 8  | 6 | 4  | 23–17 | 30     |      |
| 2020–2021 |   | 14    | Championnat National 3 |    |    |   |    |       |        |      |

## Bekende (ex-)spelers
- Karim Belhocine (jeugd)
- Gressy Benzema[1]
- Nabil Fekir (jeugd)
- Yassin Fekir
- Jordy Gaspar (jeugd)
- Billy Koumetio (jeugd)
- Christian Negouai
- Kurt Zouma (jeugd)
- Lionel Zouma (jeugd)